# Ружмонт (Северна Каролина)
Ружмонт (енгл. Rougemont) насељено је место без административног статуса у америчкој савезној држави Северна Каролина.

## Демографија
По попису из 2010. године број становника је 978.
| Група             | 2000.    | 2010.       |
| Белци             | 0 (0,0%) | 761 (77,8%) |
| Афроамериканци    | 0 (0,0%) | 156 (16,0%) |
| Азијати           | 0 (0,0%) | 2 (0,2%)    |
| Хиспаноамериканци | 0 (0,0%) | 40 (4,1%)   |
| Укупно            | 0        | 978         |